# Seis (película)
Seis es una película chilena dirigida por Cristián Lecaros y Rodrigo Duque estrenada en 2009. Cuenta con las actuaciones de Paz Bascuñán, César Sepúlveda y Andrés Gómez, entre otros. La música original es de Ángel Parra.

## Sinopsis
Cuenta la historia de seis amigos que se encuentran viviendo una crisis generacional, entre la salida de la universidad y el paso definitivo a la adultez. Todos se juntan a festejar el compromiso matrimonial de dos de ellos, Florencia (Paz Bascuñán) y Octavio (César Sepúlveda), en una celebración que se extiende desde las seis de la mañana hasta las seis de la tarde. Pero todo queda en duda cuando la prometida recibe la noticia de que ganó una beca para irse al extranjero.

## Reparto
- Paz Bascuñán como Florencia
- César Sepúlveda como Octavio
- Andrés Gómez como Gonzalo
- Loreto Lustig como Sofía
- Leonardo Ortizgris como Pablo
- Sandra Rusch como Fernanda
- Francisca Tapia como Maite
- Maite Pascal como Daniela

## Producción
Es la primera película de Cristián Lecaros y Rodrigo Duque, dos arquitectos que quisieron incursionar en el cine mostrando la historia de un grupo de seis amigos. Si bien ambos también son responsables del guion, se ha señalado que Paz Bascuñan cooperó en la elaboración de éste. En la banda sonora, destaca la música original de Ángel Parra en casi la totalidad de la obra.
El filme fue rodado en 2006, pero estrenado tres años después debido a problemas de financiamiento, los cuales fueron superados exitosamente gracias al apoyo de auspiciadores.